# Fran Murcia
Francisco José Murcia Sánchez (Murcia, 14 de noviembre de 1970) es un exjugador de baloncesto español. Con 2.03 metros de estatura, jugaba en la posición de ala-pívot.

## Trayectoria
Nacido en Murcia, se forma como jugador en el CB Zaragoza, equipo en el que juega por un espacio de 8 años y en el que gana una Copa del Rey en el año 1990. En el año 1996 el CB Zaragoza desaparece y Murcia ficha por el Saski Baskonia, junto con sus compañeros Lucio Angulo y José Ángel Arcega. 
En el trascurso de la temporada deja Vitoria y ficha por el Joventut de Badalona, equipo en el que gana su segunda Copa del Rey en el año 1997. En Badalona juega 3 temporadas más y otras dos en el Baloncesto Fuenlabrada, jugando cinco años a un buen nivel. 
Sus últimos equipos en la temporada 2002-2003 y 2003-2004, ya en la recta final de su carrera y fueron el CB Gran Canaria, jugando durante 8 partidos, y en el renacido proyecto de baloncesto de la ciudad de Zaragoza, el Basket Zaragoza 2002, donde no terminó la temporada 2003-2004.

### Clubes
- Cantera CB Zaragoza.
- 1988-96 ACB. Club Baloncesto Zaragoza.
- 1996-97 ACB. Saski Baskonia. Juega 18 partidos.
- 1996-97 ACB. Club Joventut de Badalona. Se incorpora una vez iniciada la temporada
- 1997-00 ACB. Club Joventut de Badalona.
- 2000-02 ACB. Baloncesto Fuenlabrada.
- 2002-03 ACB. Club Baloncesto Gran Canaria. 12-02. Auna. Baja por motivos personales tras ocho partidos.
- 2002-03 LEB. Basket Zaragoza 2002. Se incorpora una vez iniciada la temporada.
- 2003-04 LEB. Basket Zaragoza 2002. No termina la temporada.

## Vida personal
Estuvo casado con Lara Dibildos, con la que tiene un hijo, Francisco Murcia Dibildos.
En 2004 participó como concursante en el reality-show La Granja de Antena 3, obteniendo el segundo lugar, y en el 2013 también concursó en el talent show Splash! Famosos al agua de Antena 3.
Fundó la Escuela de Basket Fran Murcia, que entrena a personas con trastorno del espectro autista.